# Thouarella moseleyi
Thouarella moseleyi är en korallart som beskrevs av Wright och Studer 1889. Thouarella moseleyi ingår i släktet Thouarella och familjen Primnoidae. Inga underarter finns listade i Catalogue of Life.